# Crocidura parvipes
Crocidura parvipes — вид ссавців родини Soricidae. Він зустрічається в Анголі, Бурунді, Камеруні, Центральноафриканській Республіці, Чаді, Демократичній Республіці Конго, Ефіопії, Кенії, Нігерії, Руанді, Південному Судані, Танзанії, Уганді та Замбії. Його природним середовищем існування є субтропічні або тропічні вологі рівнинні ліси та чагарники.